# Douze Sonates en trio, op. 1
Pour les articles homonymes, voir Sonate en trio.
Douze Sonates en trio d'Antonio Vivaldi (op. 1) est une série de 12 sonates de chambre (sonata da camera) baroque en trio pour deux violons et basse continue du XVIIIe siècle, du compositeur italien Antonio Vivaldi (1678-1741). Éditées en 1703 et 1705, elles sont les premières et plus anciennes compositions connues conservées de son œuvre.

## Histoire

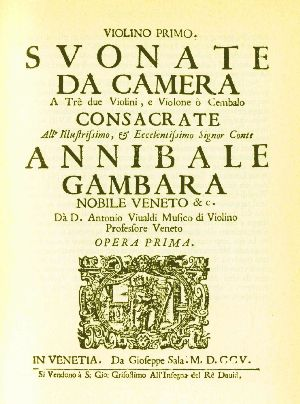
Opus 1 (1705) d'Antonio Vivaldi, de Giuseppe Sala (éditeur) de Venise

Le jeune prêtre maestro virtuose du violon Antonio Vivaldi (âgé de 25 ans) débute sa prestigieuse carrière de compositeur en publiant avec succès en 1703 et 1705 chez l'éditeur Giuseppe Sala de Venise, ce premier opus 1 en 12 sonates de chambre en trio pour deux violons et basse continue (inspiré de l'œuvre d'Arcangelo Corelli (1653-1713), considéré comme un des compositeurs majeurs de la période baroque). 
Il conclut sa série par sa Sonate n°12 en ré mineur La Follia (Vivaldi), RV 63 (la plus connue), et dédie son œuvre au comte Annibale Gambara (it) de Venise (originaire comme lui de Brescia en Lombardie). 
Il est alors reconnu dès 1706 (avec son père Giovanni Battista Vivaldi, violoniste de la basilique Saint-Marc) comme le meilleur musicien de Venise. Il décide alors de consacrer sa vie exclusivement à la musique, en poursuivant ses compositions par série de 12 ou de 6... (Opus de Vivaldi) pour devenir un des plus importants et célèbres compositeurs de l'histoire de la musique classique occidentale, avec en particulier ses Quatre Saisons opus 8 de 1725...

### Douze Sonates en trio op 1 de Vivaldi
1. Sonate n°1 en sol mineur, RV 73
2. Sonate n°2 en mi mineur, RV 67
3. Sonate n°3 en do majeur, RV 61
4. Sonate n°4 en mi majeur, RV 66
5. Sonate n°5 en fa majeur, RV 69
6. Sonate n°6 en ré majeur, RV 62
7. Sonate n°7 en mi bémol majeur, RV 65
8. Sonate n°8 en ré mineur, RV 64
9. Sonate n°9 en la majeur, RV 75
10. Sonate n°10 en si bémol majeur, RV 78
11. Sonate n°11 en si mineur, RV 79
12. Sonate n°12 en ré mineur La Follia, RV 63.